# Röttelnweiler

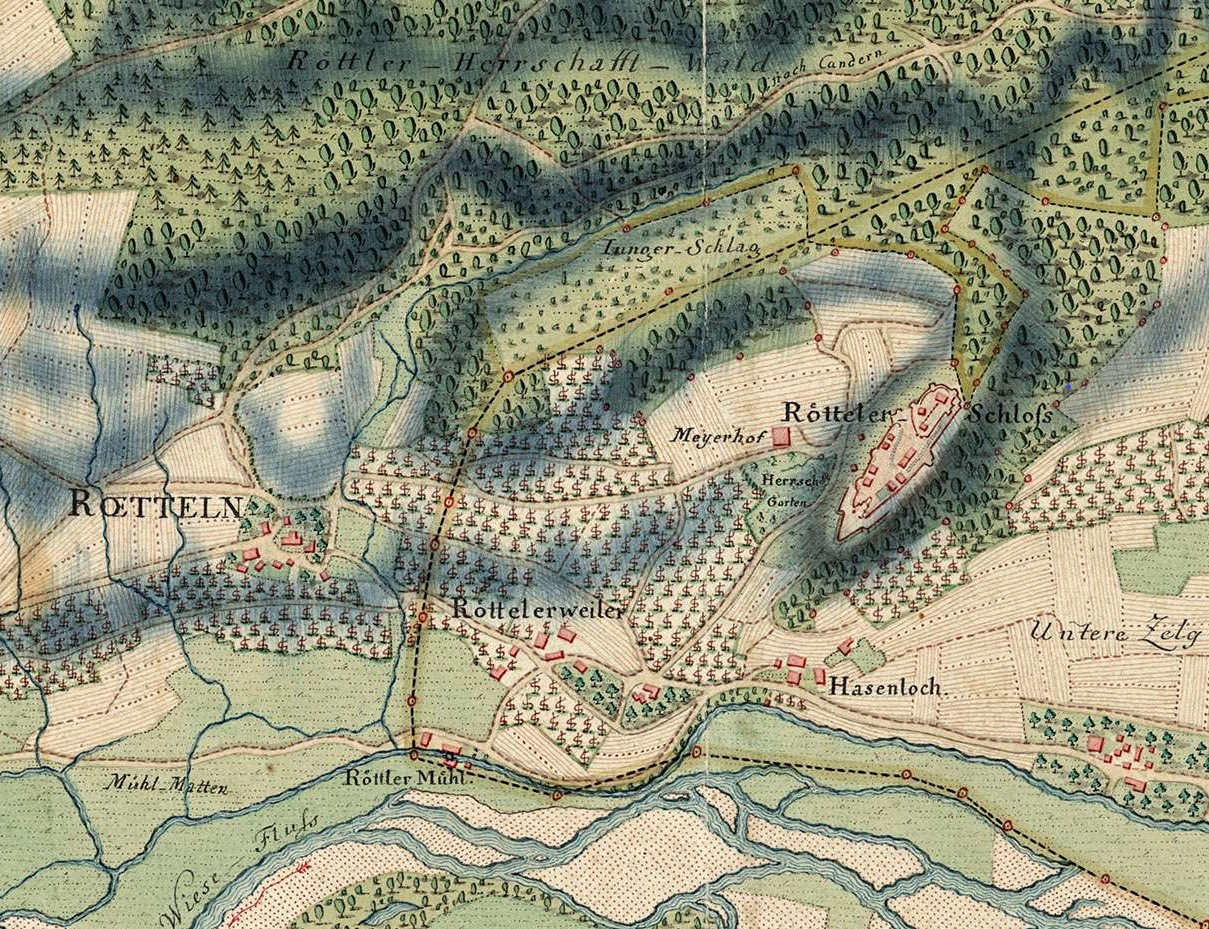
Karte von Röttlerweiler und Umgebung (1777)

Röttelnweiler ist ein Weiler in der baden-württembergischen Stadt Lörrach. Der Weiler auf 309 m ü. NN Höhe liegt unmittelbar am Fuße der Burg Rötteln und wurde im 13. Jahrhundert gegründet. Röttelnweiler ist nicht zu verwechseln mit dem Weiler Rötteln.

## Geschichte

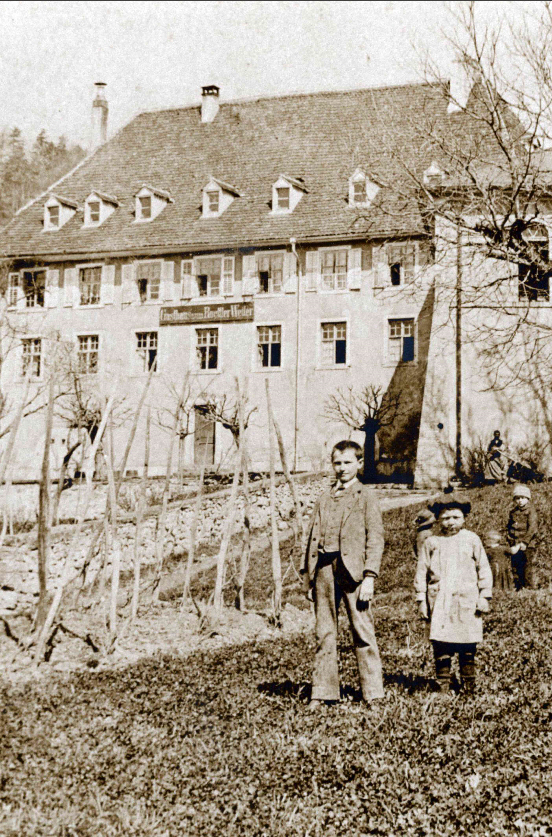
Alte Vogtei Röttelnweiler (um 1895)

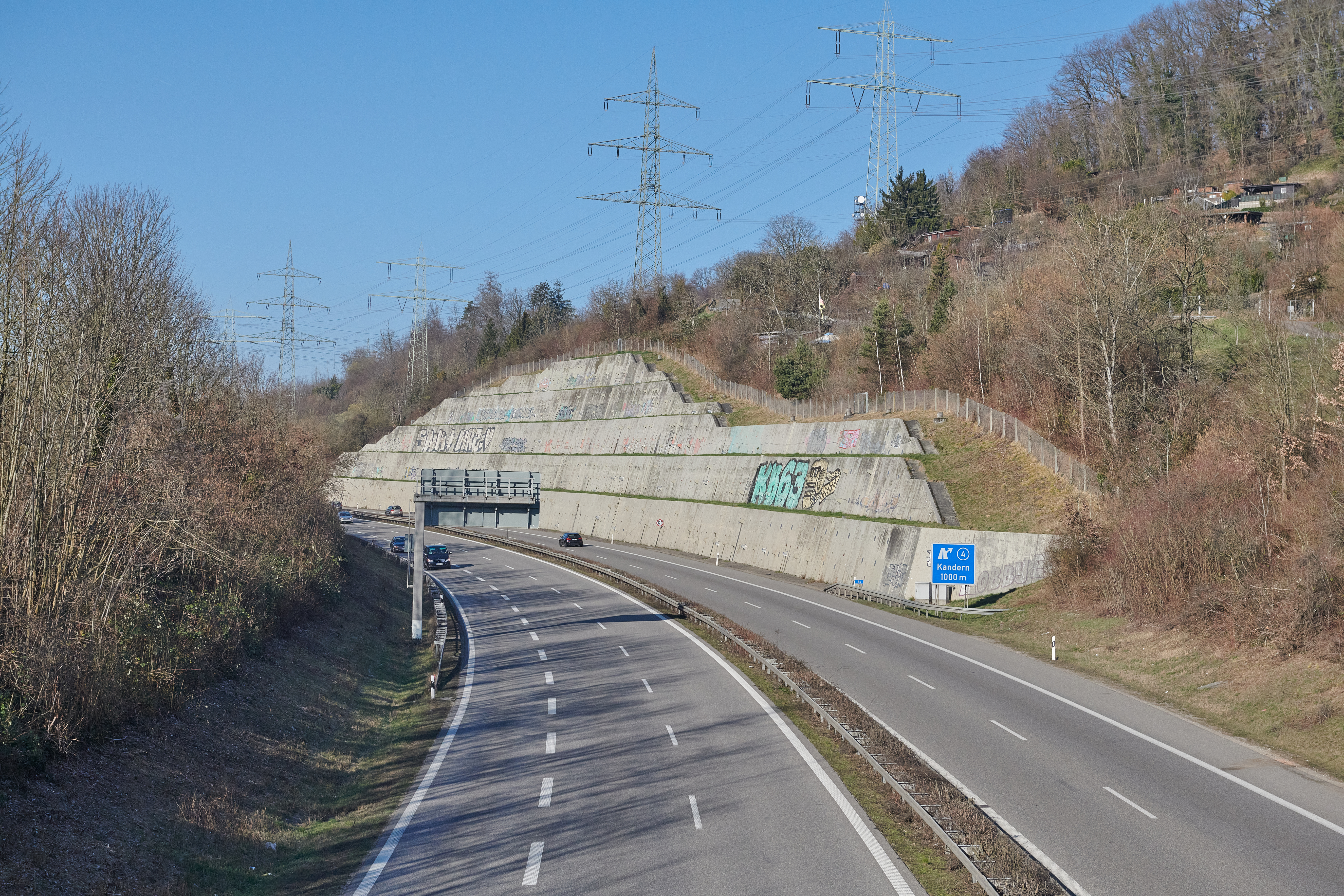
Beton-Stützwand der A 98 am Röttler Hang

In der im 13. Jahrhundert durch Fischer entstandene Ansiedlung saßen Eigenleute der Basler Kirche, die vom Bischof in der Zeit der Markgrafen zum Lehen überlassen wurde. Der Name resultierte aus den Bezeichnungen 1365 „in dem wiler“ und  1551 „in Rötteln in dem Weiler“. Nach 1678 wurde die zerstörte Burganlage zu Röttelnweiler zugewiesen, welches wiederum politisch mit der Vogtei Haagens, vereinigt wurde. Dennoch erhielt Röttelnweiler im 18. Jahrhundert einen eigenen Stabhalter.
1781 wohnten in Röttelnweiler 36 Personen, im Hasenloch zehn. Überliefert ist, dass eine Öltrotte in den Jahren 1738/39 zu einer Lohstampfe und 1750 in eine Walkmühle umgebaut wurde. Eine entsprechende Tafernkonzession wurde 1691 erteilt. Das Gewerbe wurde um 1700 kriegsbedingt stillgelegt, bestand jedoch 1726 wieder.
Anfang des 19. Jahrhunderts hatte Röttelnweiler 41 Einwohner und bestand aus fünf Wohn- und 14 Nebengebäuden. Die zu Röttelnweiler gehörende Röttler Mühle hatte neun Einwohner. Als Versammlungsleiter des Patriotischen Comitès trat am 9. April 1848 Markus Pflüger im Rahmen der Badischen Revolution erstmals politisch in Erscheinung. Die Veranstaltung in Röttelnweiler besuchten rund 600 Personen.
Im August 1979 kam es im Vorfeld zu den Bauarbeiten der Wiesentalbrücke zu einem erheblichen Hangabrutsch. Dieser ereignete sich zwar in unmittelbarer Nähe von Häusern. Es kam trotzdem zu keinem Personen- oder Sachschaden. Als Sicherungsmaßnahme wurde infolgedessen Röttler Hang eine rund 300 Meter lange und bis zu 22 Meter hohe Beton-Stützwand errichtet.
Mit der Eingemeindung Haagens 1974 ging Röttelnweiler ebenfalls in die Stadt Lörrach über. Im Jahr 2012 zählte Röttelnweiler 228 Einwohner.

## Lage und Geografie

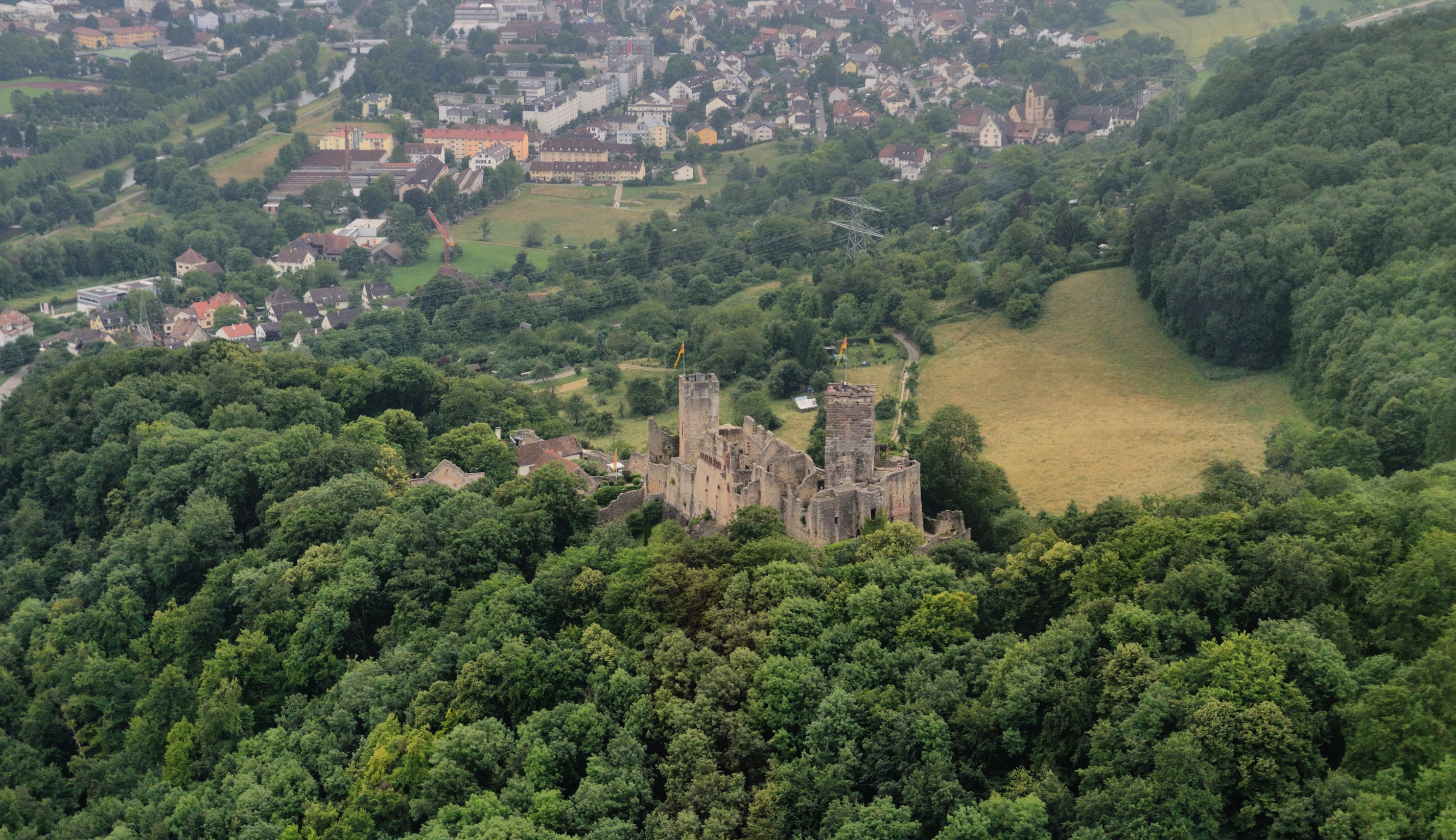
Luftbild der Burg Rötteln und Röttelnweiler (linker Rand)

Röttelnweiler befindet sich an der Hauptstraße (Röttler Straße) in einer Talmulde zwischen den Ortsmittelpunkten von Tumringen und Haagen. Nördlich der Röttler Straße, an einer S-Kurve der Verbindungsstraße, zweigt ansteigend die Zufahrt zum Weiler ab. Der Ort wird aus einer Ringstraße, gebildet, von der einige Nebenstraßen abzweigen. Sämtliche Adressen tragen den Straßennamen „Röttelnweiler“ mit entsprechender Nummer.
Eine Abzweigung überführt die A 98, an welcher Weiler unmittelbar gelegen ist, die in einer steilen Straße zur Burg Rötteln führt. Südlich von Röttelnweiler verläuft der Röttler Teich. Von Röttelnweiler führt ein Fußweg zum rund 300 Meter weiter westlich gelegenen Rötteln.

## Persönlichkeiten
Der Grafiker und Bildhauer Herbert Bohnert (1928–1994) lebte in Röttelnweiler. Er hinterließ neben Holzschnitten und Lithographien Skulpturen und Brunnenplastiken im öffentlichen Raum von Lörrach.